# Christophe Bentoumi
Christophe Bentoumi est un footballeur puis entraîneur français né le 10 août 1968 à Saint-Étienne. Il joue au poste d'attaquant de la fin des années 1980 à la fin des années 1990.
Formé au Montpellier HSC, il évolue ensuite au Mans UC puis au FC Gueugnon en division 2 avant de jouer dans plusieurs clubs amateurs. Il entraîne les SR Colmar de janvier 2000 à janvier 2002.

## Biographie
Christophe Bentoumi commence le football à l'Olympique de Saint-Étienne puis intègre à l'âge de 16 ans le centre de formation du Montpellier HSC. Il n'apparaît qu'en une seule occasion en équipe première lors de la saison 1988-1989. Il rejoint en 1990 le club du Mans UC où il joue pendant trois ans. Il signe ensuite en 1993 au FC Gueugnon où il ne dispute qu'une saison. Au total, il joue 89 matchs en Division 2.
Il joue ensuite deux ans au Grenoble Foot alors en National 2 puis rejoint en 1996 le Clermont Foot. Avec ses coéquipiers, il atteint les quarts de finale de la coupe de France en éliminant notamment les équipes de Division 2 du FC Lorient et du FC Martigues et, en huitième de finale, le Paris SG. Les joueurs clermontoi s'inclinent à ce stade de la compétition face à l'OGC Nice après prolongations. Peu utilisé la saison suivante, il rejoint le Saint-Flour US comme entraîneur-joueur puis l'année suivante le SC Sélestat.
Il est nommé entraîneur des Sports réunis Colmar en  décembre 2000. Vainqueur de la coupe d'Alsace en 2001, Christophe Bentoumi occupe le poste d'entraîneur jusqu'en janvier 2002 où il est remplacé par Yves Bischoff. Il rejoint alors le FC Bennwihr où il s'occupe tout d'abord des moins de 18 ans avant de prendre en main l'équipe première en 2004. Le club parvient à monter en promotion en 2007 et après deux ans à ce niveau, il quitte ses fonctions en 2009.

## Statistiques
Le tableau ci-dessous résume les statistiques en match officiel de Christophe Bentoumi durant sa carrière de joueur professionnel.
| Saison                | Club                  | Championnat           | Championnat | Championnat | Coupe(s) nationale(s) | Coupe(s) nationale(s) | Total | Total |
| Saison                | Club                  | Division              | M.          | B.          | M.                    | B.                    | M.    | B.    |
| 1988-1989             | Montpellier HSC       | Division 1            | 1           | 0           | -                     | -                     | 1     | 0     |
| 1989-1990             | Montpellier HSC       | Division 1            | -           | -           | -                     | -                     | 0     | 0     |
| 1990-1991             | Le Mans UC            | Division 2            | 29          | 4           | -                     | -                     | 29    | 4     |
| 1991-1992             | Le Mans UC            | Division 2            | 18          | 4           | -                     | -                     | 18    | 4     |
| 1992-1993             | Le Mans UC            | Division 2            | 20          | 1           | 2                     | 0                     | 22    | 1     |
| 1993-1994             | FC Gueugnon           | Division 2            | 22          | 2           | -                     | -                     | 22    | 2     |
| 1994-1995             | Grenoble Foot         | National 2            | 22          | 7           | -                     | -                     | 22    | 7     |
| 1995-1996             | Grenoble Foot         | National              | 19          | 1           | -                     | -                     | 19    | 1     |
| 1996-1997             | Clermont Foot         | National 2            | 28          | 3           | 4                     | 0                     | 32    | 3     |
| 1997-1998             | Clermont Foot         | CFA                   | 2           | 0           | -                     | -                     | 2     | 0     |
| Total sur la carrière | Total sur la carrière | Total sur la carrière | 161         | 22          | 6                     | 0                     | 167   | 22    |